# Polk City (Iowa)
Polk City es una ciudad ubicada en el condado de Polk en el estado estadounidense de Iowa. En el Censo de 2010 tenía una población de 3418 habitantes y una densidad poblacional de 295,56 personas por km².

## Geografía
Polk City se encuentra ubicada en las coordenadas 41°46′19″N 93°42′32″O / 41.77194, -93.70889. Según la Oficina del Censo de los Estados Unidos, Polk City tiene una superficie total de 11.56 km², de la cual 11.19 km² corresponden a tierra firme y (3.27%) 0.38 km² es agua.

## Demografía
Según el censo de 2010, había 3418 personas residiendo en Polk City. La densidad de población era de 295,56 hab./km². De los 3418 habitantes, Polk City estaba compuesto por el 97.19% blancos, el 0.85% eran afroamericanos, el 0.23% eran amerindios, el 0.41% eran asiáticos, el 0% eran isleños del Pacífico, el 0.2% eran de otras razas y el 1.11% pertenecían a dos o más razas. Del total de la población el 0.94% eran hispanos o latinos de cualquier raza.